# Edith Nunes
Edith Nunes Vera, coniugata Salomón (Asunción, 18 febbraio 1939 – 4 novembre 2018), è stata una cestista paraguaiana.

## Carriera
Con il Paraguay ha disputato due edizioni dei Campionati del mondo (1953, 1957) e ha vinto la medaglia d'oro ai Campionati sudamericani del 1962.